# ガミラス帝国
ガミラス帝国（ガミラスていこく）は、「宇宙戦艦ヤマトシリーズ」に登場する架空の帝国。母星のガミラス星は大マゼラン星雲にあり、恒星間航行可能な宇宙艦隊を擁して銀河系にまで進出。初作『宇宙戦艦ヤマト』では地球人類を滅亡寸前に追い詰めた敵対勢力であり、後に和解する。母星を失った後は、ガミラス民族発祥の地である銀河系のガルマン星をボラー連邦から解放してガルマン・ガミラス帝国を建国する。

## 登場作品と凡例
本記事は本文中に作品名が多く登場するため、冒頭の本節に便宜上の略称をあらかじめ明記する。
- 『宇宙戦艦ヤマト』 - 『ヤマト』
- 『さらば宇宙戦艦ヤマト 愛の戦士たち』 - 『さらば』
- 『宇宙戦艦ヤマト2』 - 『ヤマト2』
- 『宇宙戦艦ヤマト 新たなる旅立ち』 - 『新たなる旅立ち』
- 『ヤマトよ永遠に』 - 『永遠に』
- 『宇宙戦艦ヤマトIII』 - 『ヤマトIII』
- 『宇宙戦艦ヤマト 完結編』 - 『完結編』
- 『宇宙戦艦ヤマト2199』から始まるリメイク版のアニメシリーズ（以下、便宜上「リメイクアニメシリーズ」）
  - 『宇宙戦艦ヤマト2199』 - 『2199』
  - 『宇宙戦艦ヤマト2199 星巡る方舟』 - 『星巡る方舟』
  - 『宇宙戦艦ヤマト2202 愛の戦士たち』 - 『2202』
- PlayStationおよびPlayStation 2においてゲーム化したシリーズ（以下、便宜上「PSゲームシリーズ」）
  - PS版『宇宙戦艦ヤマト 遥かなる星イスカンダル』 - 『遥かなる星イスカンダル』
  - PS版『さらば宇宙戦艦ヤマト 愛の戦士たち』 - 『PS版さらば』
  - PS版『宇宙戦艦ヤマト 英雄の軌跡』 - 『英雄の軌跡』
  - PS2版『宇宙戦艦ヤマト イスカンダルへの追憶』 - 『イスカンダルへの追憶』
  - PS2版『宇宙戦艦ヤマト 暗黒星団帝国の逆襲』 - 『暗黒星団帝国の逆襲』

## 概要
物語時点の国家元首はデスラー総統。ガミラス本星が惑星の寿命を終えようとしていたため地球を移住先として選び、冥王星前線基地からの遊星爆弾攻撃で地球を放射能汚染して人類を滅亡させると同時にガミラス人に適した環境に改変しようとしていた。地球征服を目前にしていたが、ガミラス星の双子星（二重惑星）であるイスカンダル星のスターシャの技術協力を得た地球人が建造した宇宙戦艦ヤマトの反撃を受けて滅亡する。
続編の『ヤマトIII』ではガルマン・ガミラス帝国として再興する。
なお、ナチス・ドイツにおけるハーケンクロイツのようなシンボルマークを制定しており、ガミラス星にある銀河方面軍司令本部の建物、DMF-3型高速戦闘機の機体などに掲げられている。
『ヤマト』の企画段階では、敵勢力の名称は「ガミラス」ではなく、豊田有恒によって「ラジェンドラ」の名がつけられていた。ラジェンドラ星人は謎の存在で、人工生命体やロボットを操ってヤマトを攻撃していた。実はラジェンドラ星の人類は既に滅亡しており、ラジェンドラ星のマザーコンピューターが母星に生える、醜い一本の蔓草を主人と崇めて守っている。この蔓草を植える土地がほしいために地球を攻撃していたのだが、ついに正体を知ったヤマトの乗組員が蔓草を踏みにじると、マザーコンピューターが発狂してラジェンドラ星は滅びるというストーリーだった。「ラジェンドラ」という名称は松本零士が参加してストーリーを全面改稿した時点で没となったが、後にボラー連邦の軍艦名として復活する。ストーリー改稿時に松本零士がヤマトの敵役として「吸血鬼のような集団」の設定を導入し、「バンパレラ」あるいは「カーミラ」という名称が考えられた。当初は全員が女性という設定もあったが「チャールトン・ヘストンのようないい男の集団」というイメージに変化し、「カーミラ」からの連想・発展で「ガミラス」となった。

## ガミラス星
大マゼラン星雲内の太陽系サンザーの第8番惑星。なお、第1番や第3番となっている場合もある。
ガミラス帝国の主星であり、ガミラス大帝星とも呼称される。直径1万6,000キロメートルの地球型惑星であり、イスカンダル星とは双子星であり、中心太陽から約3億キロメートルの軌道を周る。ガミラス星の構造上の特色は、長年の侵食作用により地下に空洞が広がって外殻と内殻の二重構造になっており、内殻上面に大陸と海があることである（内殻星）。大陸には山脈が柱状にそびえ、それを支えとして厚さ約10キロメートルの岩盤の外殻が内殻を覆っている。
地球の西暦2199年時点では天体としての惑星の寿命を終えつつあり、地底物質は急速に硫化現象が進み、火山活動の影響で硫酸性の溶岩が海に流れ込み、海は濃硫酸、大気は亜硫酸ガス、雨は希硫酸である。
内殻上面には、キノコを模したような有機的デザインの高層ビルが聳え立ち、各ビルをチューブトンネルが繋いでいる。外殻下面には天井都市がぶら下がる形で連なっており、第24話で描かれるガミラス本土決戦では、天井都市のビルがミサイルとなってヤマトめがけて降り注いだ。総統府はガミラス星壊滅の折には脱出艦となり、デスラー艦としてイスカンダルからの帰還途上にあったヤマトを攻撃した。
宇宙物理学者でもあるヤマト艦長沖田十三の推測によれば、ガミラス星も太古には（イスカンダル星と同様の）綺麗な水の海を持つ普通の惑星であったとされる。そして中性だった海が酸性化したのは、ガミラス星の火山活動が活発であるからと看破。その推測に基づき、ガミラス本土決戦において、ヤマトを濃硫酸の海に潜らせ、海底火山脈を波動砲で撃ち、火山活動を誘発することで、ガミラス本土防衛軍をガミラス星ごと壊滅させる作戦を立案し、ヤマト艦長代理古代進に遂行を命じたことがヤマトの勝利の決め手となったが、ガミラス星の文明も崩壊した。
ガミラス帝国滅亡後は、『新たなる旅立ち』に登場。暗黒星団帝国によってガミラス星に埋蔵されている放射性物質「ガミラシウム」の採掘が行われていた。故郷に別れを告げるため帰還したデスラーがこの光景を見て激怒して戦闘を始めた結果、ガミラシウムが誘爆して、元より地殻が脆くなっていたガミラス星は爆発、消滅した。ひおあきらの漫画版では、スターシャが、ヤマトのイスカンダル出港後、ガミラス星を道連れにイスカンダル星を自爆・消滅させている。

## ガミラス人
青い肌を持つということ以外は基本的に地球人とほぼ同じ容姿と体格を有する宇宙人であり、地球人を知らないビーメラ星人は生け捕りにした森雪をガミラス人と誤認してしまった。ただし、漫画『永遠のジュラ編』に登場するデスラーの長女ジュラは手の指の構造が地球人と全く異なっており、サイレン人等の異種族の血が混じったガミラス人は地球人とかなり異なる容姿になる一例を示している。
機械文明に依存・過信している描写があり、ヤマト乗組員がデスラー機雷を人力で排除した行動を、アニメではデスラーが「野蛮人の素朴な発想」、松本零士の漫画版ではヒスが「我々には想像もつかない方法」と評した。
劇中に登場するのは軍人のほかに総統府や司令部に勤める女性のみで、民間人の生活描写は無い。松本零士の初期ラフ設定画によれば一般人も存在し、中枢部の要人のように必ずしも長身ではなく、服装も貧相なものを着ている例も多い。軍法会議のシーンでは、そのように粗末な格好をした人物が大勢審理を傍聴しているが、彼らが民間人なのかどうかは不明。
ガミラス人の設定には統一されていない点も多い。
「放射能」および「無放射能環境」への耐性
『ヤマト』第13話では、捕虜となったガミラス人がヤマト艦内で特に支障なく生存して、身体検査でも地球人とほぼ同一と語られている。一方、最終回ではヤマト艦内へ放射能ガスを注入して白兵戦を挑んだデスラーは、コスモクリーナーDの作動による放射能除去を機に撤退する際に「地球型の大気の中では、こちらが宇宙服を着なければならない」と言っている。また、劇場版のスターシャのメッセージの中の「地球型の大気の中ではガミラス人は生きてはいけない」というセリフもある。そもそも冥王星基地からの遊星爆弾による攻撃は、攻撃であると同時にガミラス版「テラフォーミング｣であると言え、地球の大気を放射能で満たしガミラス人が住みよい環境にして移住しようという計画であったはずだが、『さらば宇宙戦艦ヤマト 愛の戦士たち』以降の続編では、地球と同じ大気の元で生活できる設定に統一されている。
肌の色・服装
『ヤマト』第2話から第10話までガミラス人の体色は地球人と同じに描かれていたが、第11話の総統デスラーが司令部への通路を歩くシーンで、肌色だった皮膚の色が照明によって徐々に変化して最終的に青色になるというシーンがある。「地球人と同じ肌色では敵手と見なしがたい」という指摘に応え、それまで肌色に見えていたのは室内照明のためと理由付けしたシーンである。第1シリーズで肌色で描かれた物語序盤登場の主要キャラクターであるシュルツやガンツは後のゲーム作品などでの登場シーンでは肌の設定は青色になっている。
口内の色は当初赤だったが、『ヤマト2』第5話からは肌より若干濃い青に変更されている。
このガミラス人の外観の変更は、『ヤマト』第11話の絵コンテが完成し、原画に取り掛かった1974年10月末（3話か4話の放送前後）の時点で決定していたとされる。第11話仕上げ前に行われた1974年11月19日（第7話放送後）のスタッフ会議の記録メモには、「かっこよく」「統一服装」「生活感を出さない」「カーキ色・茶系統はさける」「地球人よりもかっこよく」「冷たさと明るさ」といった要望事項が記載されており、設定変更の決定がうかがえる。
ガミラスの時間経過
『ヤマト』第11話でヒスが「デスラー紀元103年、801日にヤマトが地球を出発、805日、木星の浮遊大陸基地を撃破」と発言しているが、ヤマトが地球を出発して木星の浮遊大陸基地を撃破するまで地球時間では2日しか経過していない。そのため、ガミラスの暦は地球の倍以上で進む計算になる。このデスラー紀元がデスラー個人が制定したものであるなら、彼自身50年近く独裁制を敷いていることになり、ガミラス人は地球人より相当長命な種族ということにもなる。

## 組織・政治体制
デスラー総統を指導者に戴く軍事独裁国家である。総統を補佐する副総統にはヒスがおり、主に内政や各戦線司令官との連絡を担当する。総統の権力は絶大で、駄洒落を発した将軍を「ガミラスに下品な男は不要だ」と処刑（『ヤマト』第11話）、ドメル将軍については軍法会議により死刑の判決が下されていたが、ヤマトに対抗できる将軍が他にいないという理由で判決を破棄（『ヤマト』第21話）、ヤマトとの和平交渉を進言したヒスを射殺（『ヤマト』第24話）するなどしている。
ガミラスでは財政や外交を担当する組織（『ヤマト』第16話に登場する、惑星第8タックス部）にも軍人が従事しており、文官に相当するキャラクターは登場しない。
劇中には登場しないが、設定上は総統直属の親衛隊が存在しており、ヤマト撃滅に手間取るシュルツは、デスラーの「親衛隊を送ろうか」のセリフに怯える描写がある（『ヤマト』第9話）。

### ガミラス帝国軍
『ヤマト』第13話と第21話では、地球攻略戦線（銀河方面）以外にも「ルビー」「サファイヤ」「ダイヤ」「オメガ」の4つの戦線の存在が語られている。『ヤマト2』第3話では、パーシバル戦区やガルク戦区などの存在も確認されている。
前線部隊は方面軍司令部（地球攻略時は、銀河方面軍司令部）からの命令で行動しているが、デスラーのいるガミラス総統司令部から直接指令が送られることもある。
総兵力は不明だが、作中において登場した中では、ドメル率いる3000隻の艦隊が最大であり、この時はヤマトは戦力的に敵わないとして一方的に逃走を余儀なくされた。しかしその後、ヤマトとガミラスの大艦隊が正面から対決することはなく、七色星団でのドメル率いる艦艇戦力は5隻であった。ガミラス帝国崩壊後は、デスラー率いる残存艦隊として現存したが、合計隻数は不明。
ガミラス艦などの宇宙艦艇は魚類、反射衛星砲などの他の兵器は植物などを彷彿とさせる有機的なデザインが多い。数は少ないが、高速空母やドメラーズ2世などの円盤型の艦艇も保有している。色使いは緑色、青灰色、デスラー艦に使用されている青などを基調としている。ガミラスの所有する宇宙艦艇は、ヤマト以前の地球の宇宙艦艇よりも高性能で、光線兵器の威力ではガミラス艦の主砲は地球艦をたやすく撃沈可能であるのに対して地球艦の主砲はガミラス艦には効果が無かった。ただ、地球艦のミサイルはガミラス艦を撃沈可能であり、古代守の艦がミサイルを用いてガミラス艦を撃沈している。ヤマトやその艦載機（ブラックタイガーなど）は、ガミラス艦を撃沈できる火力を備えている。
磁力兵器も発達しており、艦艇の速力を落としやがて停止させる磁力バリヤー、あらゆる機械の繋ぎ目を外して分解するマグネトロンウェーブを発する宇宙要塞13号などを実用化している。
砲兵器の光弾色は概ねピンク色で統一されている。

### 役職
役職は、大まかに将軍と一般兵に区別されており、細かい階級描写は描かれていない。
将校・司令官は、『ヤマト』初期では、冥王星前線基地の司令官シュルツおよび副官ガンツ、浮遊大陸基地司令官（美男司令）らが、一般兵と同じ茶色の戦闘用スーツを着用していた。副総統のヒスは、赤色のスカーフに、左胸に短剣状のものを着けた茶色の軍服姿だった。
『ヤマト』第11話を境に、副総統のヒスも含めて将校は、胸から腰にかけての6対の点線がある緑の上衣に、上着の上にベルトを締め、黒の長手袋、肩のボタンで止めるタイプのものの裏地が赤で表地が黒のロングマント。手には黒いロンググローブをつけ、黒の乗馬型ズボンに緑の長靴と、デスラーの制服に沿ったデザインの軍服となる。点線は、『ヤマト』では様々な色が存在していたが、『さらば』以降は白色に統一されている。さらに『ヤマト』において、肩の部分に3対の点線がある物と無い物（ゲールなどの一部の将校）があり、『ヤマト2』以降は省略する形で統一されている。これらの軍服のデザインは、後のガルマン・ガミラス軍でも概ね踏襲されている。
なお、ドメルだけは例外として、終始つなぎ型の独自の戦闘服を着用している。
一般兵は、前腕が黒色で他が茶色の戦闘用スーツに、黒の戦闘ブーツ、茶色のバイザー付きヘルメットを被る。ベルトのバックルの意匠はV字型である。制服のデザインは作画によってぶれがある。航空機のパイロットは、黒色バイザーがついた赤色のヘルメット、緑のつなぎ状のスーツに、黄緑色の襟、青灰色の手袋・長靴を身に付けている。『ヤマト』初期ではパイロットも、一般兵と同じ茶色の軍服だったが、同作第13話以降、専用のパイロットスーツを着用するようになった。
一般兵以外には、司令官の下で戦闘指示を与えたり、身の回りの世話をしたりする兵がおり、「幕僚」と呼ばれている。制服は縦に水色の太い線が入り、耳部に突起が付いたベール状の黒色ヘルメットに、水色の上衣、黒の手袋・乗馬型ズボン・ブーツである。軍服の胸から腰にかけての6対、肩の部分に3対の黒の点線がある。基本的に白目を剥いた無表情であり、人間味のある容姿をしていない。ただし、『ヤマト』第17話に登場する、ゲールに従属していた1名の幕僚のみ黒目が描かれており、感情の変化を露わにしている。その後、『ヤマトIII』で、ガルマン・ガミラス帝国建国後に、デスラーの身の回りを世話する、薄紫色の制服を着た幕僚が再び登場している。
そのほかにも、小姓や女衛兵、侍女などが登場している。

## 劇中での描写
劇中以前の歴史
「銀河系核恒星系のガルマン民族の一支族が長い恒星間航行の末、大マゼラン星雲サンザー太陽系に到達し、第8番惑星にガミラスを建国した」という歴史が『ヤマトIII』第16話で語られる。ひおあきらの漫画版（）では、ヤマトによる帝都バレラス攻撃に対して、デスラーが「大ガミラス帝国2万5千年の歴史はじまって以来なかったこと」と怒りを露わにしている。
宇宙戦艦ヤマト
地球の西暦で21世紀初頭から宇宙侵略を開始。西暦2190年代には、大マゼラン星雲・小マゼラン星雲に及ぶ一大星間帝国を形成する。
西暦2192年、ガミラス星が惑星の寿命を終えようとしていたため、太陽系に前線部隊を派遣し、地球を移住先として遊星爆弾での攻撃を開始。同時に地球防衛軍と交戦状態に入る。西暦2199年時点で事実上勝利しており、遊星爆弾による放射能汚染により、地球人類を滅亡まで1年に追い込む。しかし、地球から出撃したヤマトの活躍により情勢が変化。ヤマトはガミラス側の執拗な妨害を退けて大マゼラン星雲まで到達し、西暦2200年のガミラス本星での決戦の末、逆にヤマトに滅ぼされる結果となる。ガミラス星を脱出したデスラーは、デスラー艦でヤマトを強襲するも敗北する。
さらば宇宙戦艦ヤマト 愛の戦士たち
デスラーとタランの2名のみが生き残る。国家としてもはや成り立っておらず、白色彗星帝国の大帝ズォーダーに仕える一将軍の立場に甘んじている。ヤマトとの再戦で2人とも死亡し、完全に滅亡する。
宇宙戦艦ヤマト2
西暦2201年に、デスラーが命を救われた白色彗星帝国と同盟関係を結び、ガミラス残存艦隊を率いてヤマトへの復讐の機会を狙う。その後、サーベラーの計略を発端とする騒動により彗星帝国と袂を分かち、独自にヤマトへ挑む。しかし、戦いの中でヤマトの艦長代理・古代進との間に芽生えた奇妙な友情から、白色彗星攻略のヒントを与え、第2のガミラスとなる惑星を探索するため大マゼラン星雲に去っていく。
宇宙戦艦ヤマト 新たなる旅立ち
新たなる旅立ちを前にガミラス星に立ち寄るが、故郷を汚す暗黒星団帝国を発見して戦闘状態に陥った結果、ガミラス星は消滅してしまう。その後、ヤマトとの共同戦線で暗黒星団帝国の自動惑星ゴルバを撃退。その後も第2のガミラス本星となる惑星を探して流浪の旅を続ける。
宇宙戦艦ヤマトIII
劇中から1年前に、残存艦隊を率いて、銀河系核恒星系のガルマン民族をボラー連邦の圧制から解放。新国家としてガルマン・ガミラス帝国を建国する。

## メカ・技術

### 衛星兵器
- 反射衛星砲
  - 反射衛星
- 空間監視用宇宙塵
  - 冥王星周辺に配備されていた小型の偵察衛星。可動レンズでヤマトの位置を捉え、常時冥王星基地司令部へ報告した。『宇宙戦艦ヤマト2199』では、オリジナルシリーズのデスラー機雷を思わせるデザインとなっている。
- リレー衛星
  - ドメルがヤマトの背後に差し向けた通信衛星で、地球との通信を回復させて地球の惨状を見せることで、乗組員の心をかき乱す狙いがあった。実際に通信担当の相原義一は一時的な精神錯乱をきたして宇宙服姿で宇宙に飛び出してしまうが、偶然リレー衛星に漂着し、通信が回復したのは偶然ではなくガミラスの策だったことを悟る。相原は古代が乗るコスモ・ゼロに救出され、機銃を掃射して衛星を撃破した。
- 人工太陽
  - 『宇宙戦艦ヤマト』第20話に登場。太陽のないバラン星のために設置されており、これ自体がバラン星を周る。ドメルはこれを兵器に転用し、バラン星基地を攻撃しようとするヤマトの背後からぶつけ、基地のミサイルとの挟撃を目論むが、ゲールの密告によってデスラー直々に作戦中止を命令され、人工太陽を停止させる。その隙にヤマトに波動砲を撃たれ、粉砕された破片がバラン星に降り注ぎ、バラン星基地を失うことになった。なお、動かす際にはバラン星基地からエネルギー光線が送られ、ドメラーズ3世の光線によって作動していた。

### 海中兵器
- 潜水艇
  - 冥王星基地の海底ドックに配備されていた一人乗りの小型潜水艇。ガミラス戦闘機に似たような外観を持ち、機首先端に魚雷発射管を1門持つ。編隊を組んで海に沈んだヤマトにとどめを刺そうとするが、艦首ミサイルによって壊滅した模様。

### 生物兵器
- ガス生命体
  - 『宇宙戦艦ヤマト』第12話に登場。人工的に生み出された黒いガス状の生命体で、時折身体に赤い稲妻が走る。あらゆる物質のエネルギーを取り込んで成長する。デスラー曰く「ちょっとした思い付きで作った」。オリオン座前線基地に配備されてヤマトを追尾し、真田志郎には「金属腐食ガス」と断定された。物質を取り込もうとする性質が災いし、大容量のエネルギーを持つアルファ星に食らい付き、燃え尽きた。
  - 『宇宙戦艦ヤマト2199』では、ミルベリア星系で発見された原始的なガス状生命体を兵器開発局が改良して作り上げたと設定されている。物質を変換・同化・吸収して無限に増殖する性質を持ち、説明に当たったミーゼラ・セレステラ宣伝情報相には「究極の化学兵器」と評された。作中ではガイテロール級航宙戦艦「シュバリエル」から発射されたデスラー魚雷の弾頭部に搭載される形で使用されヤマトを追尾するが、やはり見境なく餌に喰らいつく性質が災いし、デスラーと廷臣たちの眼前で恒星グリーゼ581に突入して燃え尽き、デスラーは憮然とした不興の色を見せた。
- バラノドン
- 金属腐食性バクテリア（宇宙ボタル）
  - 『宇宙戦艦ヤマト2』第11話・第12話に登場。「宇宙ボタル」の別名通り発光するが、しばらくすると消えてしまう。ヤマトに補充された新人乗組員たちのホームシック気味の心情を読んだデスラーの作戦に使用される。癒しを求めて艦内に持ち込むであろうとの目論みから、バンデベルの指揮によって宇宙空間に放たれ（実際に持ち込んだのはアナライザーだが）、その狙い通りヤマトは内部から破壊され、ついには重力発生装置を破壊されてしまい、ろくに防御もできないまま戦闘空母艦上機の攻撃に晒される。だが、当の戦闘空母自身がバクテリアへの防護処理をしていなかったという大失態により、伝導体を喰い破られて攻撃不能となり、重力装置部分の修理が成ったヤマトの主砲によって中破させられたうえ、自艦にバクテリアが迫ってきたため、撤退を余儀なくされた。

### その他兵器・関連技術
- デスラー砲
- 瞬間物質移送器 - これを利用した奇襲戦法は「デスラー戦法」と呼ばれる。
- デスラー機雷
- ドリルミサイル
- 遊星爆弾
- 超磁力バリヤー
  - 『宇宙戦艦ヤマト』第12話に登場。艦艇がこの中に入ると速力が下がり、やがて停止してしまううえ、バリアへの接触に反応して近くの基地からミサイルが発射される。デスラーはアルファ星の方向だけわざとこれを貼らず、アルファ星とガス生命体、ミサイル攻撃でヤマトを包囲しようとするが、沖田の策によって逃げられてしまう。
  - 『宇宙戦艦ヤマト2199』では、磁力ではなく太陽風と同質のプラズマフィラメントと設定され、接触すると激しい衝撃が走り、電子機器にも異常が生じる。なお、旧作と違い、接触してもミサイルは発射されない。
- 変圧装置
  - 『宇宙戦艦ヤマト』第23話・第24話に登場。ガミラス星内部の大気圧を変化させ、ヤマトに硫酸の雨を降らせた。円盤型の形をしており、空中に浮いていた。
- 磁力線封鎖装置
  - 『宇宙戦艦ヤマト2』第12話に登場。テレザート星への進路上にあった竹輪型空洞惑星をヤマトがドックとして使うことを狙い、タランの指揮によって惑星表面に埋め込まれていた。装置が稼動すると艦艇は動けなくなり、通常速力では脱出不可能。デスラー艦から光線が送られて作動するようになっている。実際にヤマトは空洞惑星を宇宙ボタル除去のために使い、磁力線封鎖装置によって行動不能になるが、新米俵太のアイディアによって重力アンカーを停止させ、波動砲の発射時の反動で脱出した。

## PSゲームシリーズ
『遥かなる星イスカンダル』では、原作となる『ヤマト』に準じて、「ガミラス人は地球型大気の中では生きていけない」とスターシアが説明している。その一方、『PS版さらば』のストーリー19「木星圏・ガニメデ近海」では、こちらも原作となる『さらば』『ヤマト2』に準拠して、古代とデスラーが両者とも生身の状態で相対している。
こういった曖昧なままだったガミラス人の特性について、『イスカンダルへの追憶』では、新たに設定を追加・変更し、理屈をつけている。
ステージ10「青き地表へ」プロローグムービー中においてタランやデスラーが説明した内容によると、ガミラス人の呼吸大気は硫化水素であり、さらに放射線によって体内代謝が支えられるため、放射線が偏在する環境なら短時間とはいえ真空中でも活動できる。一方で、地球のような酸素大気は彼らにとっては猛毒にあたる。したがって隣星であるイスカンダルにすら、それまでガミラス人は足を踏み入れたことは無かった。ステージ13「最後の戦い」エピローグムービーにおいて、以前ガミラス人の捕虜をヤマト艦内に入れた時は、真田が開発した酸素中和剤を投与したと説明されている。短時間の効果しか無い薬だが、ゴルバとの戦いの後、この製剤法をガミラス側に渡したことにより、一応はガミラス人も地球型大気の中で生きられることになった。

## SPACE BATTLESHIP ヤマト
遊星爆弾で地球を攻撃する謎の異星人。『gami-ilas bony-rock-organism』骨形岩鉱石質生命の意思の集合体である。
人類はガミラスと呼称し、自らはデスラーと名乗った。地球よりも高度な文明を築いていたが、母星が滅びようとしていたために地球を移住先と決め、遊星爆弾による攻撃を行い地表を放射能で汚染、人類を絶滅寸前まで追い込む。この遊星爆弾による攻撃は自らが住みやすい星に環境を改造する意味も含まれている。
自らを「個であり全体」と呼び、意識体と呼ばれる青いガス状ならびに結晶体こそがガミラスの真の姿である。劇中に登場する二足歩行のガミラス兵の体は、地球圏内で発見されていない岩石質と鉱石質が組み合わされたもので構成されており、ガミラス星地下では二足歩行型よりも大型の四足歩行型も登場するが、ガミラス全てがこの形態をしているわけではなく、上記の通り生命体としての本体は体の青く発光している部分（クリスタル状）のみである。意識体は人間に乗り移ることが可能で、行動を操り潜在意識を調べることも可能であり、劇中では斉藤始が取り憑かれた。
本作品で登場するイスカンダルとは同一の意思集合体として描かれ、母星の寿命に際して他の惑星に移住して生き延びようとする意識ガミラスと、星と共に運命を共にしようとする意識イスカンダルとは、ガミラス/デスラーという同じ惑星に住む意識生命体の中での表裏一体・コインの表と裏のような関係である。
劇中では地球に移住するため、人類に対して圧倒的な力の差を見せ付けて絶滅寸前まで追い込んだが、放射能除去装置を受け取るために旅立ったヤマト及びクルーとガミラス星地下都市で激突、技師長真田志郎と空間騎兵隊隊長斉藤始の命を賭した戦いにより、自身のエネルギー本体を爆破されて大部分が死滅し地下都市も壊滅。しかし生き残った一部が、デスラー艦を用いて地球帰還を目前にしたヤマトを急襲し大破させる。
その後ヤマト第一艦橋にクリスタルブルーの人間体として現われ、地球侵略を諦めたことを伝えるが、「地球はお前達にも渡さない」「我々は屈辱を忘れぬ種族だ」と言い残し消滅。デスラー艦からガミラスミサイルを発射し地球を滅ぼそうとするが、古代進とヤマトの特攻で防がれる。しかし、完全に全滅したかどうかは不明である。
ガミラス人（ガミラスロイド（本編字幕） / ガミラスボーグ（ノベライズ版））
二足歩行型
ガミラスの最も基本的な形態。岩石質・鉱石質のボディを持っているが、生命体としての本体は頭部や腹部にある青く発光している部分である。人間よりも二回りほど小さいが、素早く壁を自由自在に這いずり回り、槍のように尖った両手は凶器としても使用できる他、そこから青い光弾を発射する。
ガミラス星地下で無数に出現した他、下記の戦闘機にも1匹乗り込んでいる（正確には先端部に埋め込まれている）。
四足歩行型
ガミラス星地下都市で登場。馬のような四足歩行の形態をしており、背中には羽状の突起物が見受けられる。数自体は上記の二足歩行型に比べればかなり少ない。
大きさは軽自動車ほどの大きさで、口からは上陸用車両を簡単に転覆させる威力を持つ青い光線を発射する。
意識体
青いガス状から透明のクリスタル状に変化する物体。自ら「我々は個人であり全体」という意思の集合体であり、これがガミラスの生命体としての本体である。人間に憑依することが可能で、意識や行動を操ることが出来る。
自在に姿を変化させることが出来、物語終盤にイスカンダルから地球へ帰還途中であったヤマトを襲撃、第一艦橋に出現した際はクリスタルブルーの人間体（シルエットは原作のデスラー総統そのもの）で現れた。これには古代らヤマトクルーとコミュニケーションを取る意味合いがある。
登場兵器
全てが能力や性能から地球防衛軍が便宜上呼称している名称であり、ガミラス自身がこれらをどういった名称で呼称しているかは不明である。
またガミラス兵同様、船体や兵器を構成している物質は金属などを含んだ鉱石のような材質で構成され、黒褐色の船体に所々青い発光部分が見られる。
高い学習能力を有し、敵の武器や兵器に学習・対応する能力を持つ。
遊星爆弾
ガミラスが地球攻撃及び、惑星改造に用いた隕石に似た爆弾。都市を破壊し、海を一滴残らず干上がらせ、地上を放射能で汚染した。これにより人類を始めとする地表の生物は大半が死滅、地球は赤茶けたクレーターだらけの星へと変わってしまった。
2199年時点ではガミラス戦艦同様に強固になっているが、戦争が始まったばかりの頃は小型戦闘機の攻撃で破壊したり、進路を変えて地球への直撃を防いだりすることが可能だった。
ガミラス戦艦
全長（推定）430m / 全高（推定）140m / 全幅（推定）280m
ビーム状のエネルギー攻撃を行い、艦隊的連携を行う。地球侵攻直後は遊星爆弾と同じく破壊する事が可能であったとみられるが、冒頭の火星域での戦闘ではショックカノン攻撃に耐えうるほど強固となっている。
形状・能力ともに、原作でのガミラス艦とは大きく異なっている。
ガミラス空母
全長（推定）700m / 全高（推定）250m / 全幅（推定）910m
空母といっても、翼を広げたコウモリまたは昆虫のような外観を有し、後部からガミラス戦闘機を送り出す。両側の翼状のものがワープエンジンではないかと推測されており、常に上記のガミラス戦艦を従えて本艦を中心に現実世界での空母機動部隊のような艦隊行動をとる。
ヤマトの主砲攻撃で撃沈された際は、艦が光に包まれてバラバラになりながら吸い込まれるかのごとくに小さな光の球になったかと思うと、直後に随伴の戦艦3隻を巻き込んで大爆発する。
ガミラス戦闘機
全長7.02m / 全高4.03m / 全幅10.36m / 重量3196kg
昆虫ないし生物的な外観を有しており、戦闘機/攻撃機的な行動をとり、追尾ミサイルやエネルギー弾攻撃を行う。上記のガミラス兵が先端部に埋め込まれる形で操縦している。
劇中ではヤマトによって上記の空母が破壊されて帰る所を無くした機体群がヤマトに自爆特攻を行った他、ワープに巻き込まれエンジンが停止した一機がヤマトに拿捕されるも、その際に自らの位置を示す信号を発信している。
デスラー艦
全長（推定） 2km / 全高（推定）2.8km / 全幅（推定）3.5km
原作と同じく元々はガミラス星地下都市を構成している一部であるが、その他は原作のデスラー艦とは大きく異なり、悪魔が翼を広げたような巨大な外観をしている他、原作のような脱出艦や御座艦・総旗艦というよりもガミラスの最終兵器、あるいは報復のための置き土産という意味合いが強い。劇中ではクライマックスに登場。地球帰還目前のヤマトを襲撃し大破させ、ほとんどの戦闘能力を奪った。
下部にガミラスミサイル（後述）を搭載している。
大型砲艦
劇中では名称のみで姿は確認できず、波動砲により随伴艦と共に破壊される。能力や大きさなどは不明だが、波動砲のターゲットスコープに映し出されたシルエットには上記の戦艦下部と空母上部を組み合わせたようなものが確認出来る。
ステルス機
詳しい設定は不明だが円盤状の外観をしており、名前の通りヤマトのレーダーに映らないまま接近し、アーム状の物で下部の第三艦橋に固定し自爆する。しかし第三艦橋ごと切り離されたために大きなダメージは与えられず。
外観や役割などでは原作のドメラーズ2世に比較的近い。
惑星間ミサイル
ヤマトの発進を探知し、突如として出現した巨大ミサイル。植物の球根かニンニクに似た有機的な形状で、発射の際に先端部の翼状のものが十字に開く。ヤマト初機動時には波動砲で破壊されるも、その爆発・爆煙が破壊力の大きさを物語る。ガミラス星では多数のミサイルが空中に浮遊し、機雷のような役割を果たしている。
下記のガミラスミサイルを含め、今作品でガミラスが使用するミサイルと称される兵器は全て同一形状であり、上記の戦闘機が発射するミサイル、ヤマトがイスカンダル星域に到達した際に発射された物は、サイズは違えどすべて同形である。後者では第一・第二主砲の攻撃で破壊され爆発も然程では無かったが、そこから原作でのドリルミサイルに近い役割を持つ弾頭がヤマトの波動砲の砲口を塞いだ。
対空砲
ガミラス星地下都市への入り口にあたる巨大な穴の周りに配備されている。上陸作戦の際、古代の乗るコスモゼロがこれら対空装備を無力化するためターゲティングを行い、その古代機に攻撃を始める直前、ヤマトにより全て破壊された。
ガミラスミサイル
上記のデスラー艦下部に搭載されている巨大ミサイルで、発射直後にデスラー艦は四散する。惑星間ミサイルと同一の形状であるが、圧倒的な大きさはもちろん、強力な核反応とエネルギー量を持ち、地球を破壊するほどの破壊力を有していると思われる。
最後はヤマトの特攻により破壊されるが、その際レーザーを発射しヤマトを迎撃している。
ガミラス星（ガミラス・イスカンダル星）
地球から14万8千光年離れた大マゼラン雲にある惑星。惑星としての寿命が近づいており、半分はガミラス攻撃前の地球のような青く美しい惑星だが、もう半分は現在の地球のような赤茶けた惑星である。
厳密に言えばイスカンダルもガミラス / デスラーという種族の一部であり、惑星全てがガミラス星なのだが、パンフレットなどでは半分の美しい惑星がイスカンダル星、もう半分の赤茶けた惑星がガミラス星とされている。

## リメイクアニメシリーズ
第1作（以下、旧作）のリメイクである『宇宙戦艦ヤマト2199』を初作とする本シリーズでは、設定が再構築されている。

### 国名・国歌（リメイクアニメ）
本作では「大ガミラス帝星」に変更されている。ただし、「ガミラス帝国建国千年祭」などの名称から、「ガミラス帝国」の名称も併せて使用されていることが確認できる。また、旧作と同じく数字の「4」を反転させたようなシンボルマークを掲げている。
本シリーズのガミラスは『永遠に讃えよ我が光』という国歌が設定されている。劇中では反乱を起こした惑星への攻撃を行う際に、ギムレーが「殲滅のメロディー」と称して流したこともある一方で、兵の士気向上のためにも歌われているほか、二等ガミラス臣民がガミラスへの忠誠を端的に示す際にも歌うこともある。

### ガミラス星（リメイクアニメ）
大マゼラン銀河サレザー恒星系第4惑星で、イスカンダルとは双子星。正式名称は国名と同じ「大ガミラス帝星」である。旧作同様二重構造の惑星であり、外殻には所々穴が開いている。外殻の穴から望むことができる空は、旧作では総じて暗いものだったが、本作ではやや緑がかった明るい青空を望ませている。内殻では地球と大差ない生活様式が営まれており、純粋なガミラス人のほか、併合した惑星から取り立てた「二等ガミラス臣民」が存在し、ヴァルケ・シュルツやゲルフ・ガンツ等のザルツ人の他にも、ミーゼラ・セレステラのようなジレル人をはじめ、赤や緑などの肌の色など様々な特徴をもつ多くの臣民が登場している。
内殻の地表には都市があり、帝都の名は「バレラス」である。都市の建造物は旧作同様、ツクシやキノコに近い形をしている。都市の中心には全高2400メートルの巨大な総統府がそびえ立っている。なお、旧作と異なりチューブトンネルはない。また、ガミラス星とイスカンダル星の間のラグランジュポイントL1の空間には、イスカンダルへの遷都を目的として建造された空間機動要塞都市「第二バレラス」が存在する。
総統府近傍の湖には宇宙軍港が設置されており、高さのある台形状の大規模な構造物となっている。上面は航宙艦船の発着スペースで、乾ドック状の発着スポットが配置されている。構造物内は整備ドックであり、発着スポットから艦船をリフトで降ろして整備を行う。
『2199』では星の寿命についての言及はなかったが、『2202』において、旧作のような惑星環境の変動等の兆候こそ未だ表に出ていないが、「星の寿命が残り数十年程度しかない」という事実がデスラー一族と僅かな側近の間で極秘裏に知られていたことが明かされ、『2205』において、古代イスカンダル人がコスモリバースの応用による惑星改造をイスカンダルの双子星に施しガルマン人（後のガミラス人）に適した生存環境を持つ「ガミラス星」へと強制的に作り変えたことが「星の寿命を縮めた原因」だったと判明している。
『2205』前編では、ガルマン星へのガミラス臣民移住が開始されて間もなく、多数のデザリアム・ハンマーが飛来して地殻の破壊を開始。デスラー艦隊が救出活動を続ける中で地殻崩壊を引き起こし、ガミラス星は爆散・消滅してしまった。

### ガミラス人（リメイクアニメ）
本シリーズでは各人物にファーストネームが設定されている。
肌の色は旧作と同じ青だが、地球人と同様に個人によって若干色合いは異なる。血液の色は紫色。本シリーズにおけるガミラス人は地球人と同一環境下で生活でき、『2199』第11話でガミラス人のDNA配列が地球人類と同じであることが判明しているほか、古代にはメンタリティーも地球人と同じと分析されている。『2202』において、「主星サレザーに起因するガミラス星の特殊な環境下以外では、ガミラス人は長く生きられない」ということが明かされ、ガミラス星の環境下での生活に特化され過ぎたガミラス人の肉体は他の惑星の風土病などに対する抵抗力が極めて弱く、数年程度ならともかく10年以上長期滞在するとそれらの病気に罹患して死亡するリスクが跳ね上がるとされている。
ガミラス人は自分たちの青い肌を当然視しており、肌が青くない非ガミラス人や地球人を「劣等人種」と見下して「差別」したり、青を「高貴なる蒼」と称し他の色より重視して上に扱ったりする傾向がある。
ガミラス人はイスカンダルを崇拝の対象としており、イスカンダル人を「高貴なるイスカンダル」と称し、ガミラス人以外では唯一例外的に最大級の敬意を払う存在としている。ガミラスの創世神話では、かつて星の海に漕ぎ出すも長き旅路の果てに多くの同胞を失い彷徨っていた王様が「女神」に導かれ、住む星と「ガミラス」という名を与えられたと伝えられている。
『2205』にて「ガミラス」とは古代イスカンダル語で「ガルマンの人猿」を意味し、かつてイスカンダル人が自分達に代わって「イスカンダルの救済」を実行させる「奴隷」としてガルマン星から強制的にサレザー恒星系へ移住させたガルマン人こそがガミラス人の始祖であるという真実が明かされ、ガミラス人の「純血を尊ぶ」「イスカンダルを崇める」という民族性は、「もともと限られた環境下でしか生存できないガルマン人が混血により生存可能域を拡大し、イスカンダルに代わる支配民族となる事を防ぐ」「イスカンダルへの無条件の服従を促し、支配下に置く」為のマインドコントロールや本能レベルでの刷り込みであったことが推察されている。

### 言語
『2199』では言語学者の監修によるガミラス語も設定されている。シーンによって吹き替えのように日本語を喋る場合（主要なセリフや、翻訳機を使用して地球人と会話する時など）と、ガミラス語に字幕がつけられる場合（背景のセリフや、翻訳機無しで地球人と会話する時など）が併用される。一部の単語は吹き替えの時でもそのままとなっている。
また、ガミラス語の文字も同様に設定されており、第五章からは一部の文字にも字幕が入る。文字は独自の形をしているが、それぞれアルファベットとアラビア数字に対応している。太陽および太陽系の一部惑星にもガミラス呼称が存在し、地球側の呼称を分析し、ガミラス人なりに命名したと設定されている 。
言語能力や翻訳機の性能においても地球側を凌駕しており、個人で装着できるほど小型の翻訳機を用いて他言語を流暢に話すことができるが、『2199』時点の地球人はアナライザーによる通訳がなければ会話できない。
『星巡る方舟』において、ヤマトに提供されたガミラス製の翻訳機からの異星言語解析シーンの映像によると、ガミラス語は「ガミラス語族」に連なる複数の言語が存在し、「標準ガミラス語」「標準（大衆）ガミラス語」「西半球高地ポルメリア語」「西半球高地ゲルバデン地方語」などが存在するとされている。加えてイスカンダル語には「神聖ガミラス語」なる別名が存在する。
なお、『2202』では、セリフの印象が変わってしまうという演出面の都合から、異星言語の使用を基本的に意識しない方針となっている。
| ガミラス (Garmillas) 民族（帝国臣民の意味もある） | ガミロン (garmillon)                                             |
| 総統                                              | フュゼロン (phuzeron)                                            |
| 万歳！（讃える・賞賛する）                        | ガーレ！ (ghale)                                                 |
| 了解しました（上官からの命令に対して）            | ザー・ベルク (zah belk)                                          |
| ビーム / ビーム砲                                 | ヴェザー / ヴェザーバム                                          |
| 0・1・2・3・4・5・6・7・8・9・10                  | ゼオ・アル・ベオ・ネル・ジー・ガル・ギグ・ゼク・パク・ピア・ケス |
| イスカンダル                                      | イスカンダ (Iskander)                                            |
| ヤマト                                            | ヤマッテ                                                         |
| 太陽（ソル）                                      | ゾル                                                             |
| 地球（テラ） / 地球人                             | テローア / テロン                                                |
| ワープ                                            | ゲシュタムジャンプ                                               |
| 木星                                              | ズッピスト                                                       |
| 土星                                              | ゼダン                                                           |

### 組織・政治体制（リメイクアニメ）
『2199』における組織構造は、おおよそは第二次世界大戦時の軍事国家体制をモチーフにしている。旧作同様、アベルト・デスラーを総統として仰ぐ独裁政治体制である。
独裁体制はデスラーの圧倒的カリスマによって成り立っている部分も多く、国民や一般軍人の多くは旧作同様に総統を慕い帝国に絶対の忠誠を誓っている。上層部は旧作と違い政治的思惑がかなり交錯しており、一枚岩とは言いがたい状態となっている。特に、大ガミラス帝星への改称以降、貴族制度の撤廃と上述の被征服民族の同化政策が行われたが、それを快く思わない貴族出身者や純血主義者もおり、実際に劇中では貴族の家柄でなおかつ純血主義者のゼーリックがクーデターを画策している。また、親衛隊などによる苛烈な弾圧により、一等、二等問わず現体制に不満を抱く国民もいる。さらに、過剰な版図拡大政策による人員不足で、ガミロイド兵なしでは領土を維持できなくなっており、国家としての基盤は弱くなっている。
旧作とは異なり文官がはっきりと存在しており、制服は対点線を共通として、旧作での緑基調のほか、青基調・茶色基調・黄色基調・クリーム色基調などがある。また、制服は階級によっても若干形状が異なっている。
旧作同様、右腕を真横に伸ばして肘を真上に曲げ、掌を正面に向けた状態で開く、ガミラス式の敬礼が存在する。この敬礼は軍人以外も行う模様で、『2199』第8話では文官のヒスがデスラーに対して行っている。
軍事面以外は副総統であるヒスが統括しており、下位にヴェルテ・タランの軍需省や国防総省、セレステラの宣伝情報省などがある。各植民惑星も支配統治省の管轄だが、暴動の鎮圧などには親衛隊が出動している。
国軍として、「帝星国防軍」が存在している。規模は非常に大きく、艦艇はバラン星の観艦式に参加したものだけで1万隻を超える。旧作同様地球以外の勢力とも交戦しており、外宇宙から侵攻してきた勢力に対する防衛行動なども取っている。旧作では将官は「将軍」として一括りにされ、将校や司令官と兵卒の違いは外見や役職によって区別できたが、本作では階級が細分化されている。
総統直属の準軍事組織として「デスラー親衛隊」が存在している。大ガミラス帝星建国の際に創設され、ギムレーが長官に就任してからは、独自の艦隊戦力である「航宙親衛艦隊」を組織し、軍事面でも急成長を遂げている。傘下の秘密警察を使って、反体制派と見なした者への苛烈な弾圧も辞さず、他の軍人や国民からは忌み嫌われている。親衛隊員は灰色基調の軍服を着用しており、一般隊員は旧作の幕僚をベースにした服装をしている。隊員はごく一部を除いて思想・能力ともに優れた人物を幹部・一般兵などのランクごとのモデルに分けたクローン兵である。また、宣伝情報省と連動して「デスラー少年団」や「ガミラス少女同盟」といった団体も創設しており、帝星臣民の子供達へのガミラス主義の浸透と、将来の青年隊員の育成を行っている。

### 技術・メカ（リメイクアニメ）
メカニカルデザインは主に石津泰志と出渕裕が担当。
所有するメカの大半には、旧作よりも細かいディテールアップがされている一方でデザイン自体に大きな変更はないが、艦艇などはサイズが大幅に拡張されているものが多く、「デストリア級航宙重巡洋艦」などの艦級・艦種名が設定（本編で登場したネームシップはゼルグート級の1番艦「ゼルグートII世」のみ）されている。艦級・艦種名については、出渕による意向でガミラス側に「〜級」と「航宙〜」という接頭辞 / 接尾辞を付け、地球側には「〜型」と「宇宙〜」と付けることにより、両者を区別している。
ダークグリーンがガミラスの国防色と設定されており、艦体色は旧作同様に基本的には濃い緑色で統一されているが、所属する基地・軍団によっては同じ等級艦でも配色が異なるものも存在している。また、ほぼすべての艦体に駆逐型デストロイヤー艦の最大の特徴であった目玉状の発光部が、意匠のように追加されている。この部分は巡航時は薄緑色で、戦闘時のみ黄色から赤へ段階を踏みながら発光するが、機関停止時はまったく発光しなくなり、黒ずんだ色になる。これは、どのガミラス艦にも共通する特徴である。
主兵装は陽電子砲で、ビームはおおむね赤みがかったピンク色をしている。また、兵器の装甲には防御装備として帯磁性特殊加工（ミゴウェザー・コーティング）が施されており、ヤマト登場以前の地球の宇宙艦艇光線砲程度なら易々と弾く。
機関についても、波動エンジンと同じ次元波動理論に基づく「ゲシュ=タム機関」を搭載していると改めて設定されている。また、ガミラス側ではワープを「ゲシュタムジャンプ」と呼称している。ゲシュ=タム機関に異次元空間の航行能力はなく、航行には「ゲシュ=ヴァール機関」という別機関が必要であるため、ゲシュ=ヴァール機関を搭載している次元潜航艦を除くガミラス艦は旧作と異なり、異次元空間での航行能力は持ち合わせていない。
艦艇の艦橋内などには模様の入った黄色いパネルが使用されているが、これはガミラスの勢力圏内で採掘される「ガミラス大理石」という材料である。
『2202』では、第2話でクラウス・キーマンが地球連邦政府の監視から逃れようとしていた古代に接触する際、手首に装着したリングによって肌の色を地球人（黄色人種）と同じ色に変化させている。

### 劇中での描写（リメイクアニメ）
劇中以前の歴史設定については、『2202』および『2205』で追加された部分を含めて解説する。
劇中以前の歴史
ガミラスの有史以前、イスカンダルは遠く銀河系まで勢力圏を広げていた。イスカンダルは、波動エネルギー技術の末に惑星単位で情報化して保存する技術を開発した。その技術を用いて、知的生命体の救済の名の下に、周辺文明を情報化して保存していく過程で知的生命体がいる惑星を破壊して大虐殺を行った。イスカンダル人もまた情報化して保存する道を選んだ。それによって不足する人材を補うためにガルマン星からガルマン人を奴隷として強制連行し、イスカンダルの伴星をコスモリバースシステムの応用でガルマン星そっくりに改造して奴隷達に与え、ガミラスの名を与えた。イスカンダル人が管理人たる王族を除いて情報化を完了する頃には、ガミラス人もまた自らの出自を忘れていき、時の流れはその出自をイスカンダルによって救済され約束の地を与えられたという神話へと変質していった。
サレザー恒星暦において『2199』時代から1000年前に建国され、103年前の時点ではガミラス大公国という国号の下、複数の王侯貴族により統治されていた。そして、その年（後にデスラー紀元元年と定められる）から、有力貴族の1つであったデスラー家がガミラス統一に乗り出し、デスラー紀元74年にエーリク・ヴァム・デスラー大公の代で火種を抱えつつも一応の統一が成し遂げられる。
しかし、その4年後にガミラス星の寿命があと100年ほどしか残っていないことが発覚し、エーリクやその甥であるマティウス、アベルト兄弟、および一部の側近の間でのみその事実が共有され、対応策の検討が進められる。そして、6年後と10年後にマティウスとエーリクが相次いで死去し、内乱状態となった国家をアベルト・デスラーが再統一して国号を大ガミラス帝星と改称し、永世総統の地位に就く。デスラーは「宇宙恒久の平和を達成させるためにはイスカンダル主義の拡大と浸透が必要」であり、「他星へ侵攻し武力をもって併合するのが神の意志でありガミラス民族の使命である」と説くデスラー・ドクトリンを宣言し、周辺惑星国家への侵攻を開始する。幾多の星間国家を武力によって次々と併合し、他民族で帰順を示した者には同化政策によって「二等ガミラス臣民」の権利を与え、ガミラスに帰順させていった。その裏には、版図拡大によって移住可能な惑星をできる限り早く発見するという目的があった。
宇宙戦艦ヤマト2199 / 宇宙戦艦ヤマト2199 星巡る方舟
第8話劇中において、ガミラス帝国建国千年およびデスラー紀元103年を迎えている。
大小マゼラン銀河の統一を成し遂げて天の川銀河へ進出している。西暦2191年には太陽系への進撃を経て地球と全面戦争になるが、技術力と物量の差で戦局は優位に推移し、地球を滅亡まであと1年に追い込む。
前述の併合を続ける一方で交戦中の星間国家もあり、小マゼラン銀河外縁部へ侵入を繰り返しているガトランティスと攻防を繰り広げている（他の星間国家との交戦については不明）。先述した通り、貴族社会の復権を目論むゼーリックの一党の暗躍や、親衛隊の過激な弾圧行為、それに反発する穏健派との対立や臣民の反政府活動など、政権としては限界が近づいている。
第23話において、デスラーがイスカンダルとの大統合計画を実行に移し、帝都バレラスごと腐敗した現体制を破壊して空間機動要塞都市「第二バレラス」を新たなる帝都とし、イスカンダルへの遷都をもくろむ。しかし、ヤマトや雪、ノラン・オシェットの活動によってバレラス破壊は防がれ、逆に第二バレラスは波動コアの暴走により爆発・崩壊する。大統合は失敗に終わり、デスラーも公的には死亡したと発表され、彼による独裁政権は終焉を迎える。その後、穏健派が政権を握り、ヒスを臨時首班として再出発する。
なお、『2202』では、地球が移住先候補の1つであったことや、第二バレラスの一件はイスカンダルから環境再生システム「コスモリバースシステム」を強奪しようとする軍の強硬派を粛正する目的があったという設定が追加された。
宇宙戦艦ヤマト2202 愛の戦士たち
ヤマトの帰還によって復興を遂げつつある地球と和平条約を締結しており、月面に構えた大使館には地球大使としてローレン・バレルを駐在させている。また、戦時中にガミラスが開拓して和平後は地球連邦の管理下となった第十一番惑星では、地球人とガミラス人の入植者が共に暮らしている。
政治は民主体制へ移行しつつあるが、デスラー政権の強権を失ったことで植民星の独立運動が活発化しており、ガミラス内部でも旧デスラー政権への復古派や、それ以前の大公国時代への復古を目指す勢力が跋扈するなど、混迷をきわめている。劇中ではそれらの一党である反乱軍「反ガミラス統治破壊解放軍」が武力闘争を繰り広げているほか、外伝小説および小説版第1巻では同軍が地球の「反地ガ安保連合委員会」という反政府組織に支援されていることが描かれている。
このような状態にあるため、地球政府と裏取引を行い、持て余した植民星をコスモリバースの副作用で地球上に生じた「時間断層」の使用権を得る見返りとして割譲している。
宇宙戦艦ヤマト2205 新たなる旅立ち
民主政府が本格始動しており、レドフ・ヒスが首相に就いている。『2202』の最終話から少し前の時期にデスラーからの接触を受け、ガミラス星の寿命問題についての情報を共有し、協力関係を築く。
各方面へ移住可能惑星を探す探査艦隊が派遣され、デスラーもその一翼を担った。そして2205年にデスラー艦隊がガルマン星という移住可能惑星を発見し、支配していたボラー連邦を武力を以て放逐。移住先を確保したことにより、移民計画が本格始動することになる。しかし、ボラー連邦との軋轢、国民の反発や護衛艦の不足により遅々として進まない移民など、多くの問題要素を抱えている。
その最中、デザリアムと名乗る勢力がガミラス星を破壊し、巻き添えで総人口の7割が失われてしまう。

## その他
2001年6月にバンプレストから発売された、松本零士の作品群のクロスオーバー作品であるPlayStation用ゲーム『松本零士999 〜Story of Galaxy Express 999〜』では、第七章「銀河の交差点」や再演「魂の旅人」などに「ネオガミラス」という勢力が登場する。デスラーが率いているわけではなく機械化人で構成されており、『銀河鉄道999』の主人公・星野鉄郎の母の敵である機械伯爵と結託している宇宙海賊というゲームオリジナル設定となった。
2012年から2013年にかけてグライドメディアから出版された和智正喜の小説『GALAXY EXPRESS 999 ULTIMATE JOURNEY』（上巻：2012年12月26日発売、ISBN 9784813021902 / 下巻：2013年8月29日発売、ISBN 9784813021919）も、松本の関わった全作品が同じ世界観として描かれるクロスオーバー作品の体裁を取っており、デスラーによって再興された「ネオ・ガミラス」という勢力が登場する。